# Sopa de tortilla
La sopa de tortilla es una sopa tradicional mexicana elaborada con caldo de tomates molidos, ajo y cebolla, sazonada con epazote, y servida con tiras fritas de tortilla de maíz y chile pasilla, aguacate, queso asadero o fresco, y crema. Se suele confundir con la sopa azteca, que sustituye el caldo de tomates por caldo de frijoles. También es muy similar a la sopa tarasca, considerándose esta una variante de la sopa de tortilla. Es originaria de la ciudad de Tlaxcala, Tlaxcala.
Su origen se asocia al estado de Tlaxcala, en el centro del país. Sin embargo, se ha extendido a todas las regiones tanto en las clases populares como en las acaudaladas. En algunas cantinas y restaurantes sirven el caldo con tan solo las tiras de maíz, acompañado de la variedad de guarniciones para que el comensal pueda personalizarse su propia sopa.
La receta también se ha exportado a otros países, como Guatemala, Honduras o Costa Rica, en donde el aguacate se sustituye por algún tipo de carne o leche.